# 龍佐山古墳
龍佐山古墳（羅馬化：Tatsusayama Kofun）是位於日本大阪府堺市堺區大仙公園內的一座扇貝形古墳。這座古墳是百舌鳥古墳群中的一部分，並被視為與大仙陵古墳（即仁德天皇陵）相關的陪葬墳。2016年（平成28年）4月11日，其成為堺市指定史跡，其也在2019年（令和元年）7月6日被列入世界文化遺產的百舌鳥和古市古墳群：古日本墓葬群之重要組成資產。

## 概述
前方部朝西，墳丘主軸線與大仙陵古墳的南側外濠平行，是一座帆立貝形前方後圓墳（帆立貝形古墳）
龍佐山古墳位於大仙陵古墳南側外濠附近，與孫太夫山古墳西側相鄰，其前方部分朝向西方，並且其主軸與大仙陵古墳的南側外濠平行，這是一種帶有扇貝形的前方後圓墳。在享保15年（1730年）的地圖上，這個地方被標記為「良佐山」。而在昭和時代初期，這裡被稱為「りゅうさやま」（龍佐山）。根據墳丘的位置和主軸線的方向，該古墳被認為是大仙陵古墳的陪塚之一。墳丘長61米，後圓部直徑43米，高8米，前方部寬26米，高2米。考古發掘證實了周圍約10米寬的周濠，但現在的周濠是根據大仙公園建立時的調查結果重建的，並且已經進行了積石堆砌等整修工作。在享保時代的地圖《舳松領繪圖》上，這個周濠已經被填平，並在陵墓圖中以水田的形式呈現，水田的邊界作為周濠的遺跡仍然可見。後圓部分是雙層結構，北側可能有一個突出部分，而前方部的西北角曾有一座跨越護城河的土堤。這個護城河目前被保留在地下。從護城河中挖掘出來的石塊和圓筒形陶器顯示，其中一些比大仙陵古墳更為新近，這表明這些陵墓中的新墳可能建於5世紀的後半期。關於埋葬設施的具體情況仍然不清楚。
古墳北側的道路在擴寬過程中，由於人行道與北側的周濠重合，因此為了保護古墳，人行道被建成了橋樑形式，周濠則被保留在地面。
大仙陵古墳的伴隨陵墓的大部分區域由宮內廳作為「仁德天皇陵陪塚 ろ號飛地」進行管理，而墳丘的下部和周圍的護城河則由堺市負責管理。

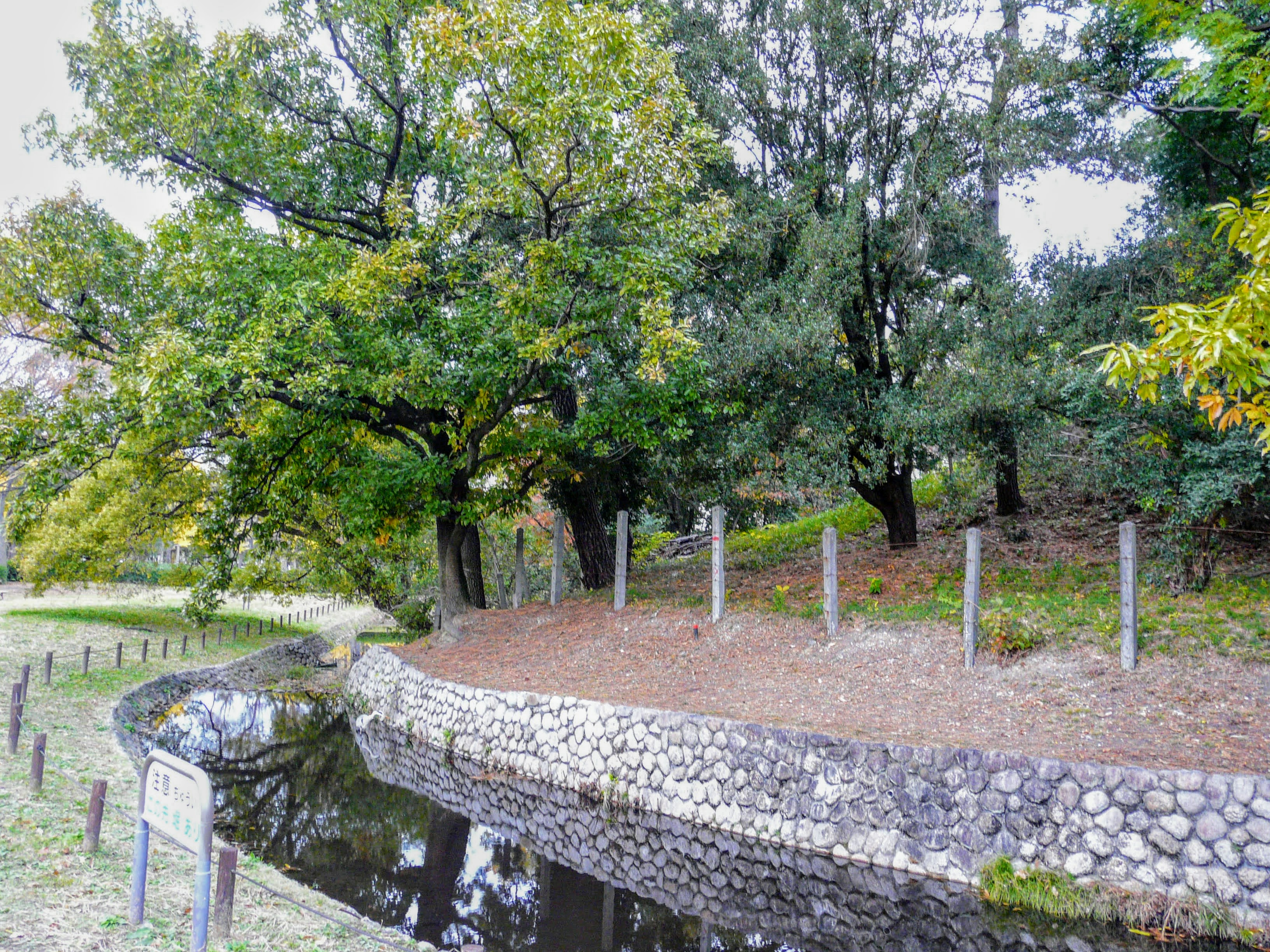
從後圓南側向前拍攝。
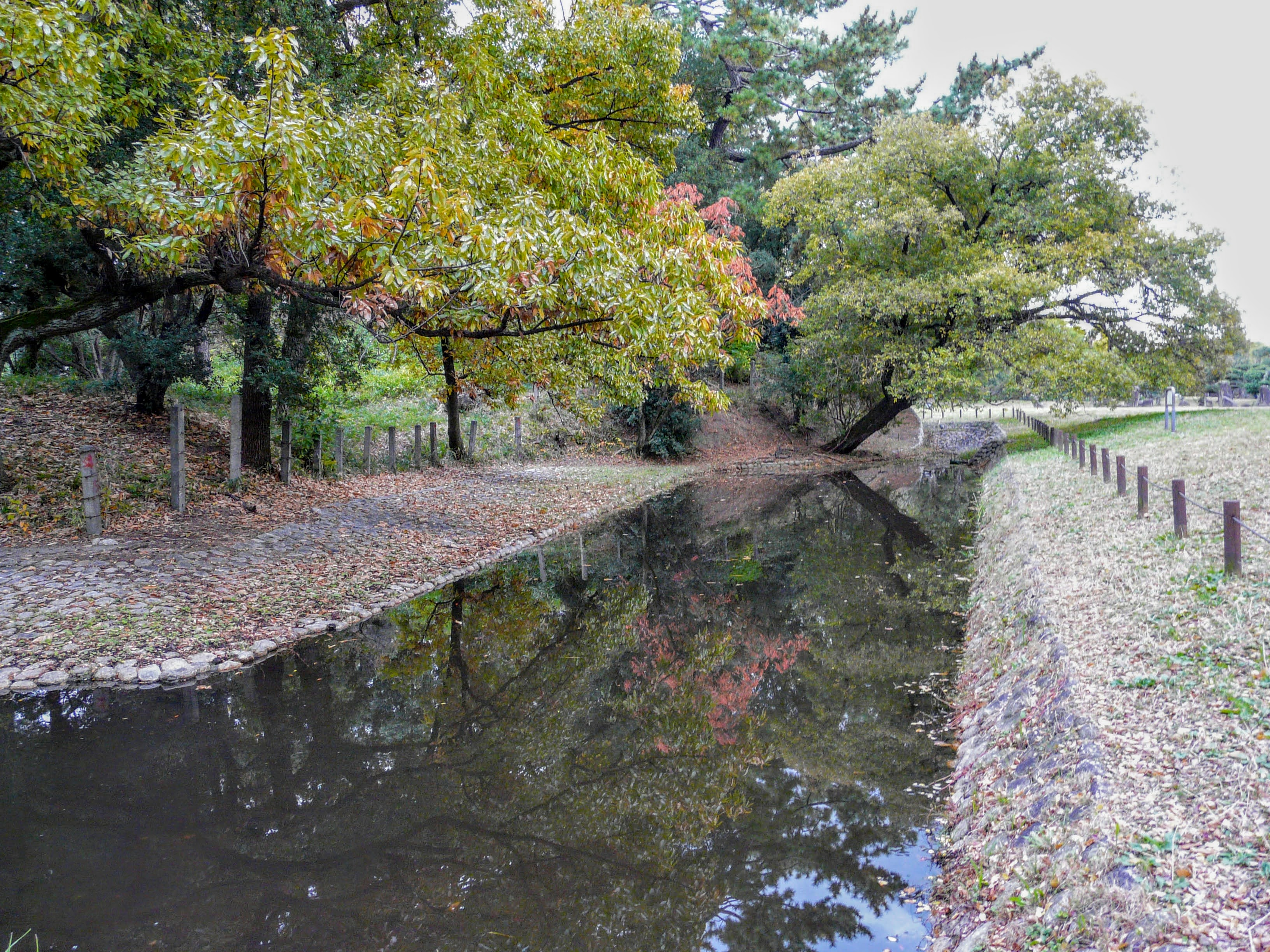
從前部南端向後圓部拍攝
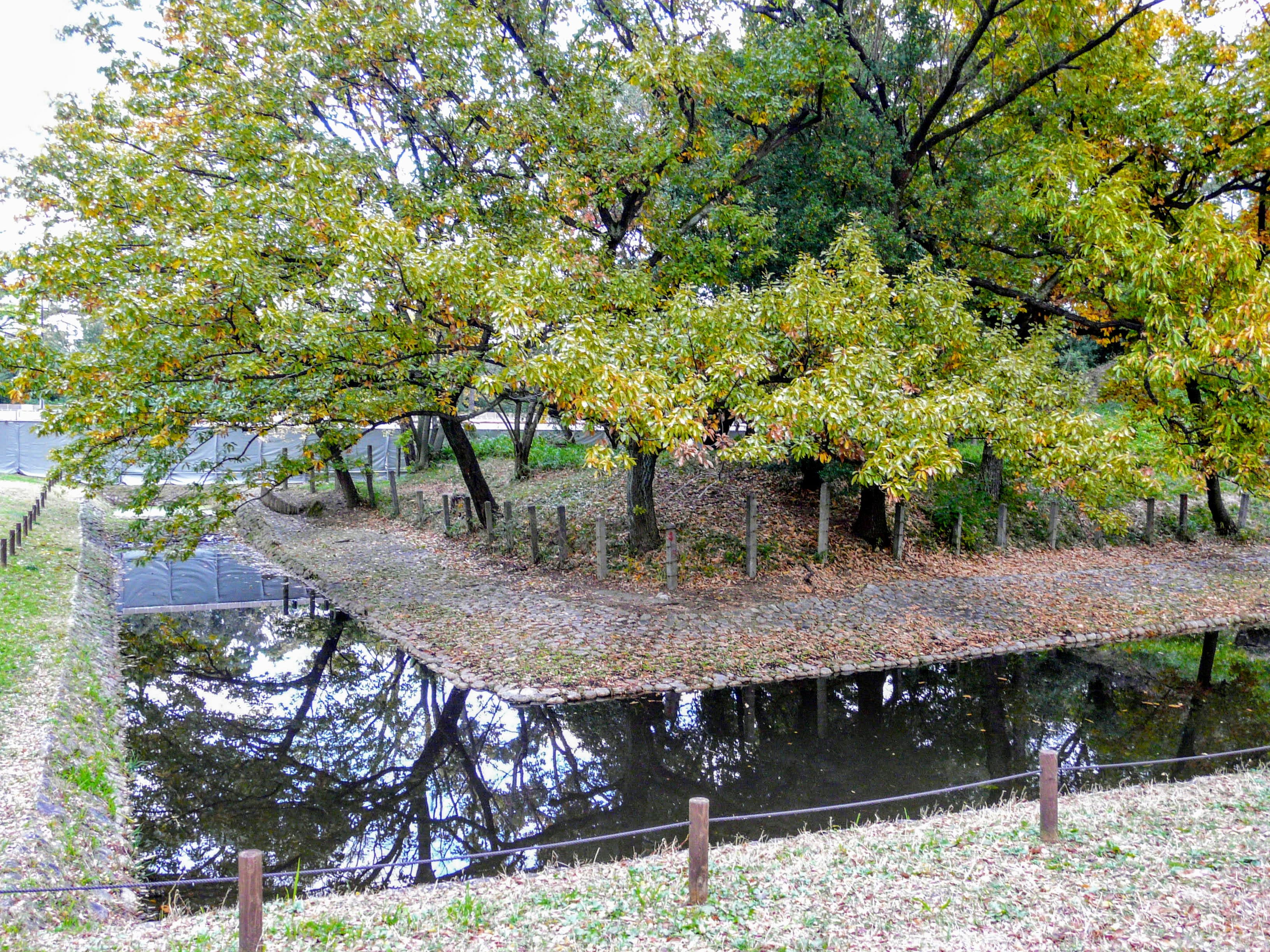
從前部南端拍攝的前部照片
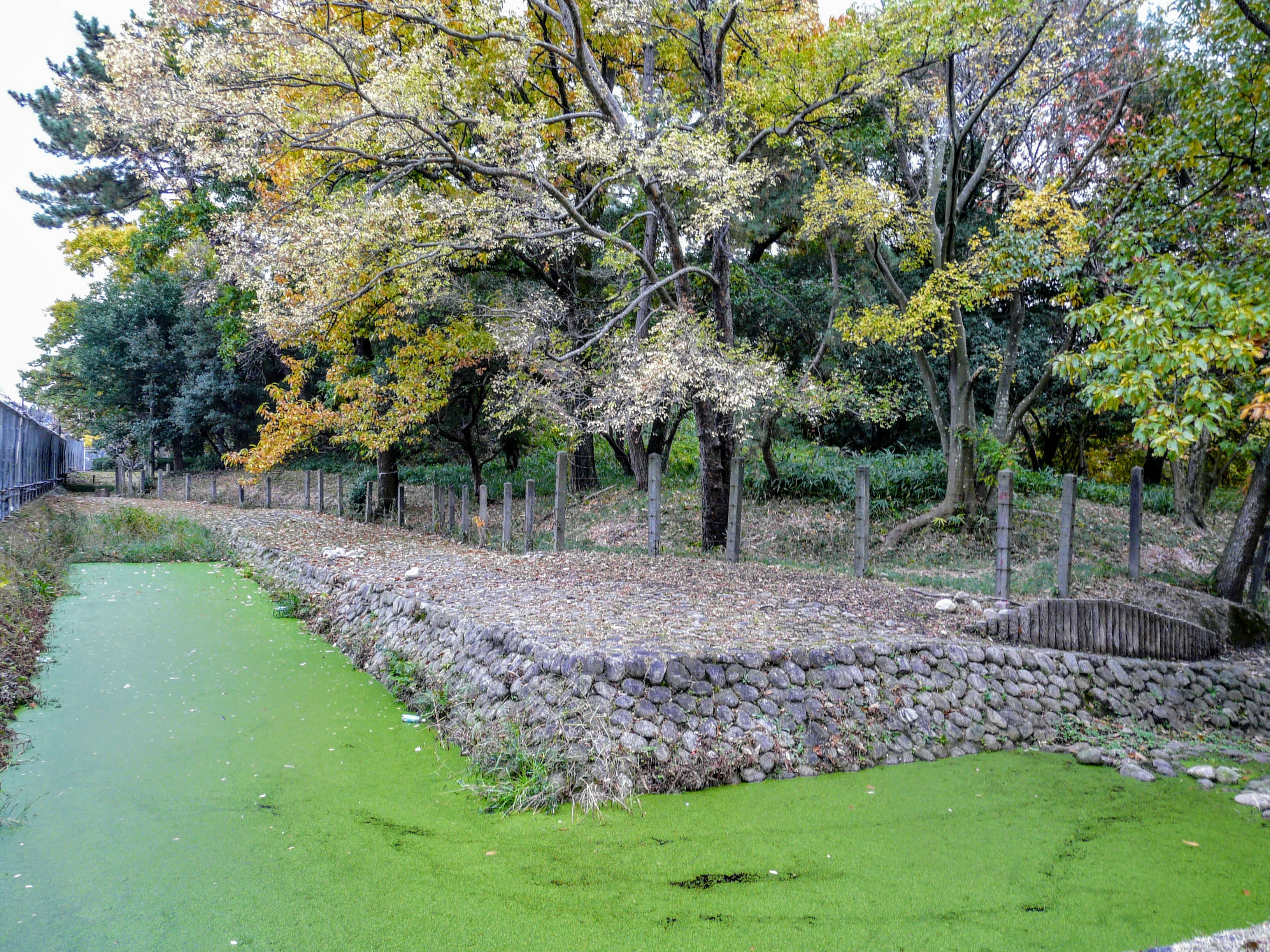
從前部北端向後圓部拍攝
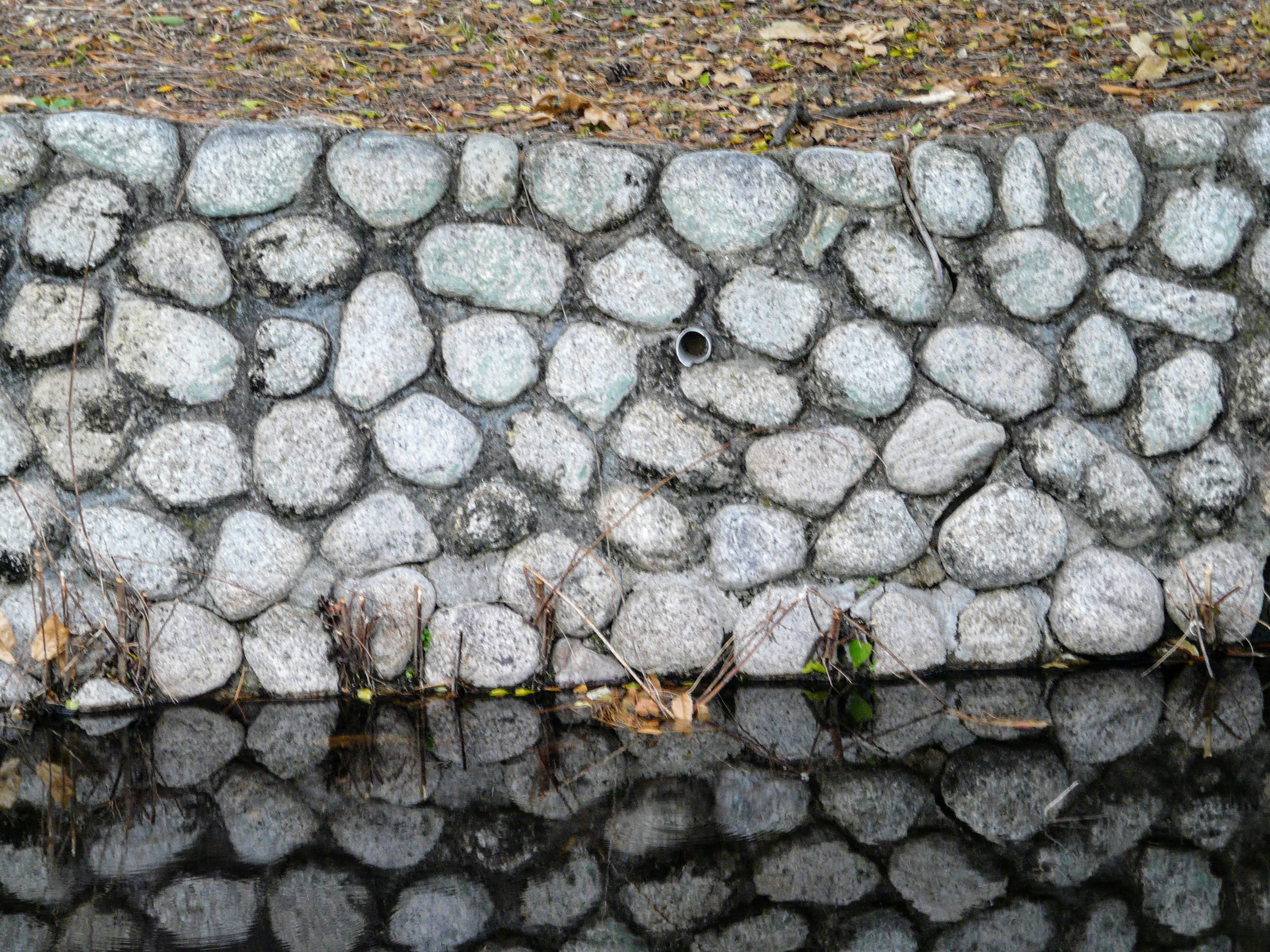
在大仙公園的開發過程中，土丘底部和周濠被磚石和混凝土加固。

## 考古調查
在1965年（昭和40年）後半至1975年（昭和50年）前半期間，隨著府道深井畑山宿院線（通稱：御陵通）的擴寬工程，考古人員對該古墳進行相關調查。考古人員在該古墳北側確認周濠的存在，但由於道路擴寬而設置的人行道範圍內有周濠，因此人行道以橋樑形式設置，從而將周濠埋沒保存下來。1984年（昭和59年），隨著大仙公園的建設，考古人員進行古墳整備工程計劃的事前發掘調查。在周濠周圍設置了13個探測溝，進行以下發掘工作。
在第一探測溝中，考古人員確認濠外側的斜部。這是通過挖掘地面形成的，並且在外斜部沒有發現葺石。從濠內發掘出葺石和圓筒埴輪片。在第二探測溝中，考古人員確認挖掘地面形成的濠外斜。在墳丘側發現了葺石和圓筒埴輪片。確認被認為是墳丘裾部的地面上升部分。在第三探測溝中，考古人員發現在墳丘的一部分凸起的地方，但判斷這個凸起與墳丘無關。此外，在下方有擾動，濠底的一部分被挖掘。當從東西方向確認這個凸出的剖面時，發現整個凸出區域有新的森土，直下可能是耕作土的粘土。在第四至第六探測溝中，考古人員發現墳丘裾部的擾動非常明顯，濠底也被挖掘。在第七探測溝中，考古人員確認墳丘裾部。在濠的近處發現了5層有機層。在墳丘裾附近，發現一堆葺石和圓筒埴輪片。在第八至第十探測溝中，考古人員檢測到幾乎平坦的地面。在第十探測溝北側的前方部西北端的濠內，有地面的隆起，可能存在某種設施。在第十一至第十三探測溝中，考古人員發掘出墳丘裾的葺石和圓筒埴輪片。在每個探測溝中確認的葺石排列方向各不相同。在第十一和第十二探測溝中確認的葺石中，一部分可能包括脫落的葺石。在第十三探測溝中，葺石的狀態比第十一和第十二探測溝更好，但最下層的葺石是混亂的。在該發掘調查中，沒有發現能夠明確顯示前方部周濠位置和形狀的證據。 
2007年（平成19年）9月10日，考古人員進行國庫補助事業的發掘調查。該考古調查為百舌鳥古墳群史跡指定申請的範圍確認目的的事前調查，為了收集資料，該調查需要掌握挖掘土量、確認周濠外側的遺構和其他埋藏文化財的存在等，並在前方部周濠外側的西側和南側設置了兩個探測溝進行發掘。考古人員從舊耕作土或公園造成的填土下面，確認段丘構成層，但沒有發現與該古墳相關的遺構和遺物。他們從一個探測溝的填土中發掘出了朝鮮王朝陶磁器和初期伊萬里燒，並在填土中確認了燒土狀的褐色土壤。填土的來源可能是堺環周濠遺構。濠底的海拔與段丘構成層的檢測高度幾乎相同，濠埋土被認為是保留原狀的。 
2008年（平成20年）6月9日至9月30日，考古人員進行雷達調查，以了解段丘構成層的深度和填土的情況。在後圓部的東北和西南側，檢測到了後圓整備時整備的現狀周濠外緣部的雷達反射面下降，推測現整備周濠外側存在原本的周濠外緣部。此外，在其他地方，推測現整備周濠內側存在原本的周濠外緣部。在前方部西側，深度達2米的填土內部，確認了被認為是混凝土、金屬物等建築廢材的雷達反射，確認遺構的殘存性差。